# 레베카 윌리엄스
레베카 윌리엄스(Rebecca Jane Williams, 1988년 7월 28일 ~ )는 영국의 배우, 텔레비전 배우이다.
리버풀에서 태어났다.

## 영화
- 청바지 돌려입기 (2005년)
- 포레스트 검프 (1994년)